# Рогат отряд
„Рогат отряд“ (на китайски: 无敌鹿战队; на английски: Deer Squad) е китайски компютърно анимиран сериал, продуциран от iQIYI в Пекин, Китай. Сериалът първоначално се излъчва на откъси по Китайската централна телевизия. Първият епизод на целия сериал се излъчва премиерно по видеоплатформата на iQIYI на 15 юли 2020 г. Сериалът се разказва за четирима герои – еленчета (Кай, Лола, Рами и Боби). Излъчва се премиерно в САЩ на 25 януари 2021 г.
Заглавието на сериала е първоначално обявено като Deer Run. Nickelodeon купува правата за излъчването му. Премиерата на втория сезон е на 14 януари 2022 г.

## В България
В България сериалът започва излъчване по локалната версия на „Ник Джуниър“ на 22 февруари 2021 г. с български дублаж, записан в студио „Про Филмс“.
Също така е достъпен и в стрийминг платформата SkyShowtime.
| Персонаж      | Изпълнител        |
| ------------- | ----------------- |
| Сър Троник    | Живко Джуранов    |
| Лола          | Марта Илиева      |
| Кай           | Петър Каменов     |
| Реми          | Стоян Каменов     |
| Боби          | Венцислав Славчев |
| Четец надписи | Виктор Иванов     |